# ساکاتون فلتس ویلج (آریزونا)
ساکاتون فلتس ویلج (به انگلیسی: Sacaton Flats Village) یک منطقهٔ مسکونی در ایالات متحده آمریکا است که در شهرستان مریکوپا، آریزونا واقع شده‌است. ساکاتون فلتس ویلج ۱۶٫۱۵ کیلومتر مربع مساحت و ۲۶٬۳۶۱ نفر جمعیت دارد.